# 新肖尔卡河
新肖尔卡河（俄语：Река Новосёлка）或追手川（日语：／）是萨哈林州托马里区的河流，源起共青团峰以南，长40公里，流域面积183平方公里，在新谢洛沃村注入鞑靼海峡。

## 引用
1. ↑  М·Г·瓦西科夫斯基. . 列宁格勒: 气象出版社. 1973 （俄语）.
2. ↑  . 国家水登记处.   [2024-01-02]. （原始内容存档于2024-01-02） （俄语）.